# Giuseppina
Giuseppina é um filme-documentário em curta-metragem estadunidense de 1960 dirigido e escrito por James Hill. Venceu o Oscar de melhor documentário de curta-metragem na edição de 1961.

## Elenco
- Antonia Scalari
- Giulio Marchetti